# La Crau
La Crau é uma comuna francesa na região administrativa da Provença-Alpes-Costa Azul, no departamento de Var. Estende-se por uma área de 37,87 km². Em 2010 a comuna tinha 18 929 habitantes (densidade: 499,8 hab./km²).